# Desmodium riedelii
Desmodium riedelii là một loài thực vật có hoa trong họ Đậu. Loài này được (Schindl.) Burkart miêu tả khoa học đầu tiên.